# May ô

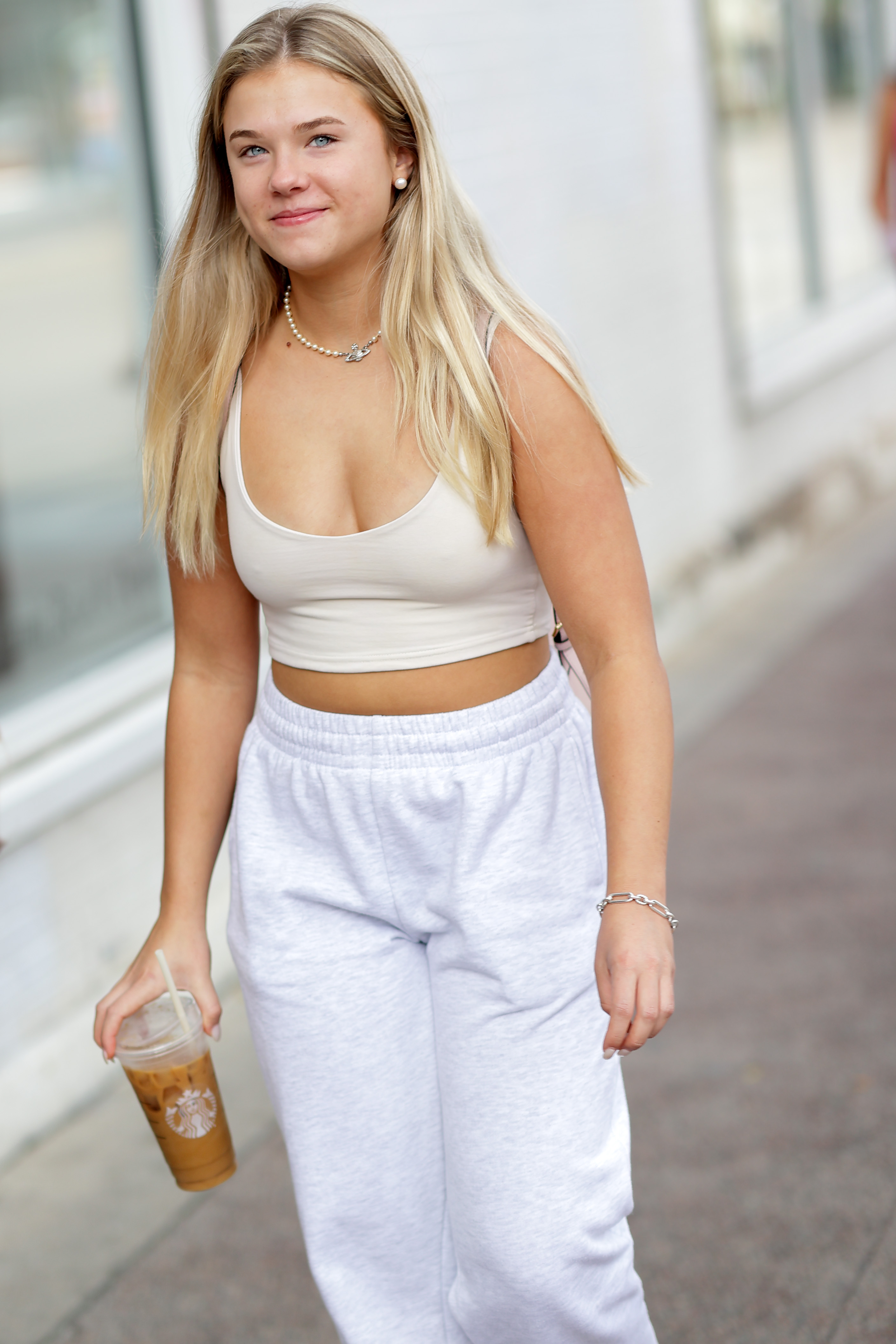
Một cô gái đang mặc áo ba lỗ

May ô tức áo may ô hay áo thun lót hay áo ba lỗ là loại áo lót có từ thế kỷ 20, mặc bên trong cùng, dùng để thấm mồ hôi hoặc tránh cảm giác khó chịu khi cơ thể bị cọ xát vì áo bên ngoài là vải cứng. Danh từ "may ô" hay "mi ô" trong tiếng Việt là phiên âm từ tiếng Pháp, vốn gọi là maillot de corps. May ô thường dệt bằng vải bông màu trắng có chất thun để co giãn ép vào thân người. Áo may ô có mấy loại như áo ba lỗ hay áo thun ngắn tay. Một thời ở Việt Nam may ô là một thứ áo của người khá giả, không như những người chỉ mặc mỗi một manh áo mà không có áo lót. Khi mới có, áo may ô là áo lót, không mặc ra ngoài nơi công cộng nhưng thời thế thay đổi nên áo may ô vì thoáng mát nên sau xuất hiện ngoài đường phố. Dù vậy loại áo này vẫn bị coi là trang phục kém nghiêm trang nên cần tránh mặc ở những nơi thờ tự.